# Даиго Ниши
Даиго Ниши (јап. 西 大伍; 28. август 1987) јапански је фудбалер.

## Каријера
Током каријере играо је за Консадоле Сапоро, Албирекс Нигата, Кашима Антлерс и Висел Кобе.

## Репрезентација
За репрезентацију Јапана дебитовао је 2011. године.

## Статистика
| Јапан  | Јапан | Јапан |
| Год.   | Ута.  | Гол.  |
| ------ | ----- | ----- |
| 2011   | 1     | 0     |
| Укупно | 1     | 0     |